# AGM-130
AGM-130 là loại tên lửa không đối đất tầm dài của Hoa Kỳ, nó được thiết kế để tấn công các mục tiêu cố định hoặc di chuyển chậm. Một máy bay F-15E có thể được hai quả tên lửa này.
AGM-130 là loại vũ khí chính xác có điều khiển và có khả năng tái xác lập mục tiêu. AGM-130 sử dụng hệ thống dẫn đường quán tính kết hợp với Hệ thống định vị toàn cầu (GPS).

## Biến thể
- AGM-130A là loại cải tiến từ AGM-130, có tầm bắn linh hoạt hơn để tấn công mục tiêu di động.

- AGM-130LW được thiết kế cho máy bay như F-16. Nó là mẫu thiết kế nhẹ hơn, đầu đạn nhỏ hơn nên có khả năng điều khiển tốt hơn, tránh hư hỏng, thiệt hại trên đường bay. Ngoài ra, còn được kết hợp giữa hệ thống dẫn quán tính (INS) và hệ thống định vị toàn cầu (GPS).

- AGM-130C mang đầu đạn xuyên giáp để đục các mục tiêu cứng. Chưa bao giờ được đưa vào sử dụng.